# Salorino (Spanje)
Salorino is een dorp en gemeente in de Spaanse provincie Cáceres in de regio Extremadura. Salorino heeft 629 inwoners (1 januari 2016).

## Geografie
Salorino heeft een oppervlakte van 158 km² en grenst aan de gemeenten Alcántara, Brozas, Herreruela, Membrío, San Vicente de Alcántara en Valencia de Alcántara.

## Politiek
De burgemeester van Salorino is Álvaro Sanchez Cotrina.

## Demografische ontwikkeling
Bron: INE, 1857-2011: volkstellingen